# Накели, Реэнсенг
Реэнсенг Накели (англ. Reentseng Nakeli; род. 17 мая 1983) — лесотская шоссейная велогонщица.

## Карьера
В конце марта 2013 года стала второй на чемпионате Лесото в групповой и индивидуальной гонке.
В 2020 году приняла участие в Lesotho Sky League по маунтинбайку которые проходили в рамках Лесото Скай.

## Доситижения
2013
2-я на Чемпионат Лесото — групповая гонка
2-я на Чемпионат Лесото — индивидуальная гонка

## Рейтинги
| Год                 | 2013  |
| ------------------- | ----- |
| Мировой рейтинг UCI | 245-й |
|                     |       |
| Источник: UCI       |       |